# Anschlag auf Charlie Hebdo

Weltweit gingen Menschen nach Bekanntwerden des Anschlags spontan auf die Straße, viele trugen Plakate mit der Solidaritätsbekundung „Je suis Charlie“ („Ich bin Charlie“).

Der Anschlag auf Charlie Hebdo war ein islamistisch motivierter Terroranschlag in Paris, der am 7. Januar 2015 auf die Redaktion der Satirezeitschrift Charlie Hebdo verübt wurde. Die Täter Saïd und Chérif Kouachi, die sich später zu Al-Qaida im Jemen bekannten, drangen in die Redaktionsräume der Zeitschrift ein, töteten elf Personen (darunter einen zum Personenschutz abgestellten Polizisten), verletzten mehrere Anwesende und ermordeten auf ihrer Flucht einen weiteren Polizisten.
Am folgenden Tag wurde im Süden von Paris eine Polizistin von dem schwerbewaffneten Amedy Coulibaly erschossen. Dieser überfiel am Tag darauf den Supermarkt Hyper Cacher für koschere Waren im Pariser Osten, tötete vier Menschen und nahm weitere als Geiseln. Der Täter bekannte sich telefonisch zum Islamischen Staat und erklärte, sein Vorgehen stehe in Verbindung mit dem Anschlag auf Charlie Hebdo; er wurde bei der Erstürmung des Supermarktes durch die Sicherheitskräfte erschossen. Am 9. Januar wurden die Täter des Anschlags auf Charlie Hebdo nordöstlich von Paris gestellt und bei einem Schusswechsel mit Sicherheitskräften erschossen.
Im Dezember 2020 verurteilte ein Pariser Gericht mehrere Angeklagte wegen Beihilfe zu hohen Haftstrafen. Der Hauptbeschuldigte Ali Riza Polat wurde der Beihilfe zu Verbrechen mit Terrorhintergrund für schuldig befunden und zu einer Haftstrafe von 30 Jahren verurteilt.
Bis zu den Terroranschlägen von Paris im November 2015 war der Anschlag auf die Redaktion derjenige mit der höchsten Anzahl an Todesopfern in Frankreich seit dem Anschlag auf den Schnellzug Straßburg–Paris im Juni 1961, bei dem 28 Menschen starben und 170 verletzt wurden.

## Hintergrund

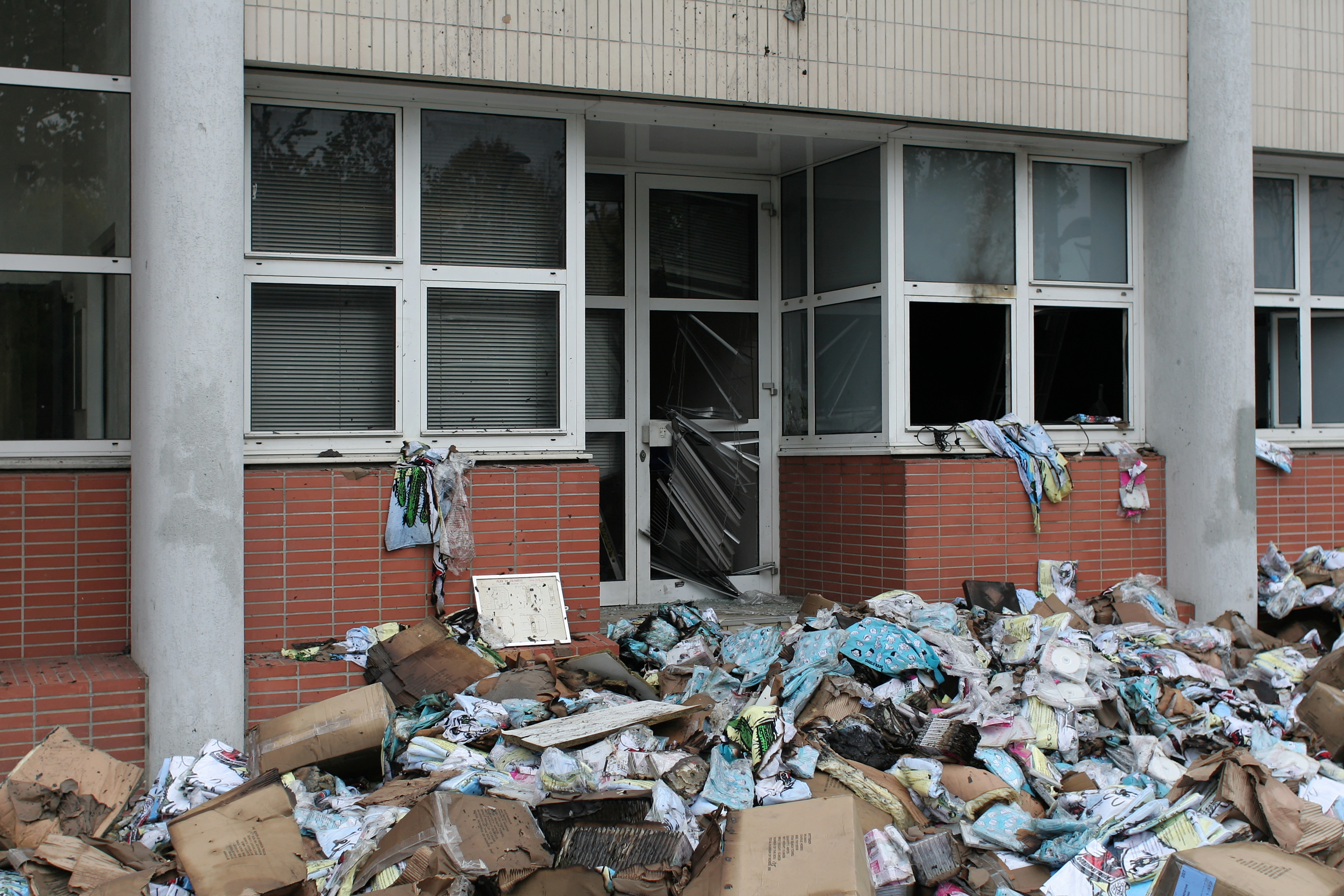
Die Redaktion von Charlie Hebdo nach dem Brandanschlag von 2011

Charlie Hebdo ist eine wöchentlich erscheinende Satirezeitschrift; sie gilt neben Le Canard enchaîné als das bedeutendste Satiremagazin Frankreichs. Die Zeitschrift gehört zu den wenigen auf der Welt, welche im Februar 2006 die Mohammed-Karikaturen aus der dänischen Jyllands-Posten nachgedruckt hatten. Die Jyllands-Posten und ihr Karikaturist Kurt Westergaard waren im Jahr 2010 selbst das Ziel von Anschlägen.
Unter dem Titel Charia Hebdo veröffentlichte man am 2. November 2011 ein Sonderheft zum Wahlerfolg der Islamisten in Tunesien und benannte dabei als Chefredakteur „Mohammed“, der auch als Karikatur mit den Worten „100 Peitschenhiebe, wenn Sie sich nicht totlachen!“ auf der Titelseite abgebildet war. Am selben Tag wurde ein Brandanschlag auf die Redaktionsräume verübt. Nachdem Charlie Hebdo im September 2012 weitere Mohammed-Karikaturen veröffentlicht hatte, wurde in La Rochelle ein Mann festgenommen, der zum Mord an Chefredakteur und Herausgeber Stéphane Charbonnier aufgerufen hatte. Anfang März 2013 wurde Charbonnier als eine von zehn Persönlichkeiten „tot oder lebendig wegen Verbrechen gegen den Islam“ im Online-Magazin Inspire „zur Fahndung“ ausgeschrieben. Das dem Al-Qaida-Zweig Al-Qaida im Jemen zugeschriebene Magazin verwendete dabei die Slogans „Eine Kugel am Tag schützt vor Ungläubigen“ und „Verteidigt den Propheten Mohammed, Friede sei mit ihm“.
Die Titelseite von Charlie Hebdo vom 7. Januar 2015 thematisierte den am selben Tag erschienenen Roman Soumission von Michel Houellebecq, der ein islamisiertes Frankreich des Jahres 2022 beschreibt, in dem die Scharia eingeführt wird. In derselben Ausgabe erschien außerdem eine der letzten Karikaturen des Chefredakteurs Charbonnier, mit der Überschrift „Noch keine Attentate in Frankreich“ und der gezeichneten Antwort eines bewaffneten Islamisten: „Warten Sie ab. Man hat bis Ende Januar Zeit, seine Festtagsgrüße auszurichten.“

## Überfall auf Charlie Hebdo

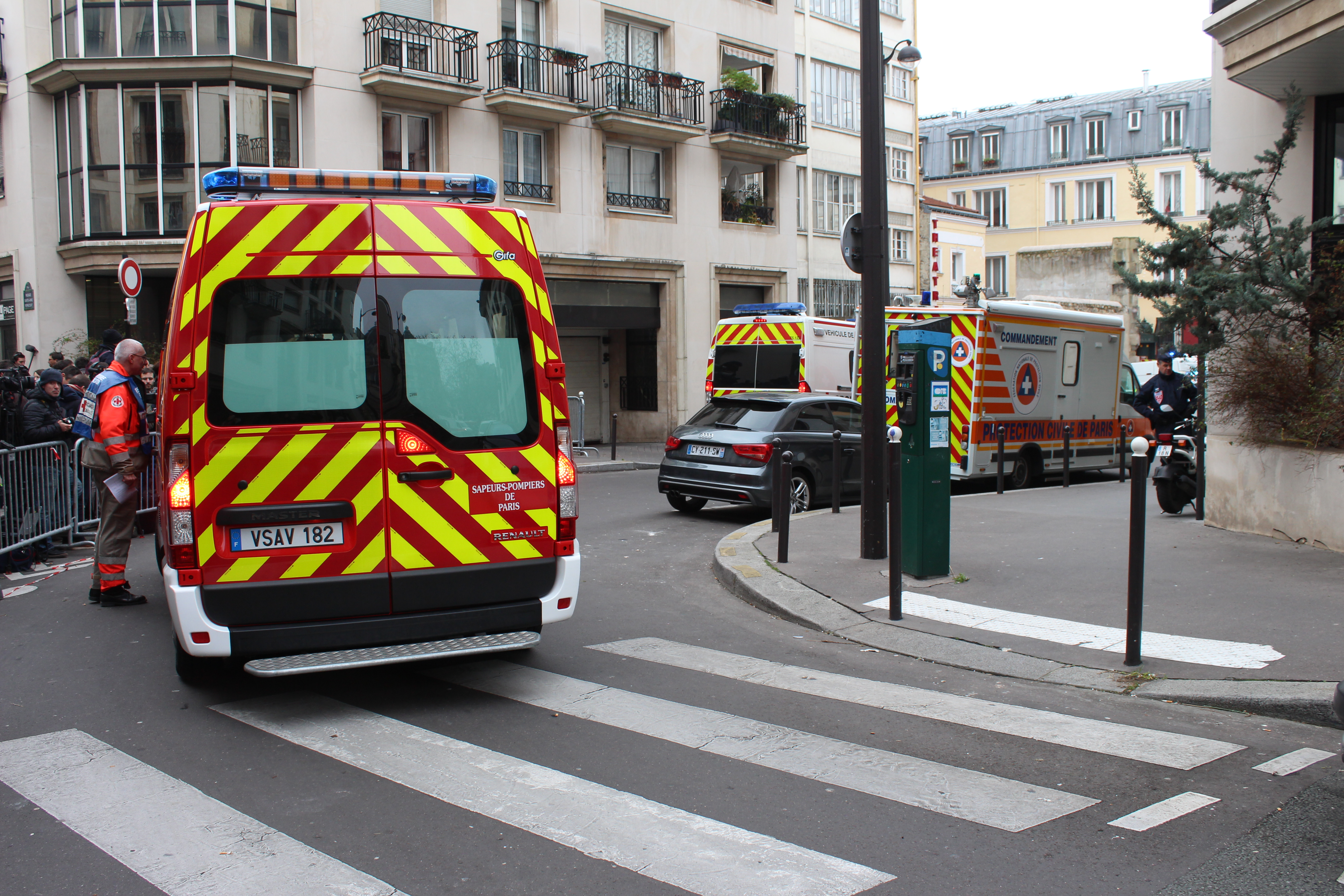
Einsatzkräfte vor dem Charlie-Hebdo-Büro am 7. Januar 2015

Wie jeden Mittwoch traf sich die Redaktion von Charlie Hebdo um 10:00 Uhr zur wöchentlichen Sitzung im Büro in der Rue Nicolas-Appert (11. Arrondissement, Lage) im Zentrum von Paris.
Um 11:30 Uhr drangen die Brüder Saïd und Chérif Kouachi maskiert und schwer bewaffnet mit Kalaschnikows zunächst in das falsche Gebäude mit der Hausnummer 6 ein, in dem sich nur das Archiv befand. Nachdem die beiden Attentäter ihren Irrtum bemerkt hatten, betraten sie das Redaktionsgebäude mit der Hausnummer 10 und erschossen im Eingangsbereich den Wartungstechniker Frédéric Boisseau, der sich in der Lobby des Gebäudes aufhielt. Danach bedrohten sie die Cartoonistin Corinne Rey („Coco“), die sie im Treppenhaus antrafen, und zwangen sie, den Zugangscode zu den Redaktionsräumen im zweiten Stockwerk einzugeben.
Anschließend stürmten die Täter die Büroräume und eröffneten dort das Feuer. Während der Tat riefen sie Parolen wie Allahu Akbar und On a vengé le prophète! („Wir haben den Propheten gerächt!“).
Die Täter erschossen in der Redaktion zehn Personen: den Herausgeber und Zeichner Stéphane Charbonnier („Charb“), die Zeichner Jean Cabut („Cabu“), Bernard Verlhac („Tignous“), Philippe Honoré und Georges Wolinski, den Wirtschaftswissenschaftler und Mitinhaber der Zeitschrift Bernard Maris („Oncle Bernard“), den Lektor Mustapha Ourrad, den Kultur-Veranstalter Michel Renaud, die Psychiaterin und Psychoanalytikerin Elsa Cayat und den Personenschützer Franck Brinsolaro. Brinsolaro war als Beamter des Service de la protection der Police nationale für die Sicherheit von Charb zuständig, der seit dem Brandanschlag von 2011 unter Personenschutz stand.
Insgesamt wurden elf Personen verletzt, einige davon schwer. Darunter waren der Zeichner Laurent Sourisseau („Riss“), die Journalisten Philippe Lançon und Fabrice Nicolino sowie der Webmaster Simon Fieschi. Corinne Rey blieb unverletzt. Der Journalist Laurent Léger konnte sich vor den Attentätern hinter einem Tisch verstecken. Der Finanzdirektor und Mitinhaber Eric Portheault wurde in einem Nebenraum nicht entdeckt. Die Kolumnistin Sigolène Vinson wurde von einem der beiden Täter gesehen, aber verschont. Weitere enge Mitarbeiter wie die bekannten Zeichner Luz, Willem und Catherine Meurisse waren zum Zeitpunkt des Attentats nicht anwesend. Chefredakteur Gérard Biard befand sich auf einer Urlaubsreise in London.
Die Ermittler fanden 31 Patronenhülsen vom Kaliber 7,62 mm im Gebäude. Der Überfall dauerte nur etwa fünf Minuten.
Auf der Straße trafen die Täter auf eine Polizeistreife; die Angreifer konnten aber unter Waffeneinsatz mit ihrem Auto fliehen. Als eine in der Nähe befindliche Fahrradstreife versuchte, am Boulevard Richard-Lenoir (Lage) einzugreifen, kam es zu einer weiteren Schießerei, in deren Verlauf der bereits verwundet am Boden liegende Polizist Ahmed Merabet von einem der beiden Attentäter durch einen Kopfschuss aus nächster Nähe getötet wurde. An der Place du Colonel Fabien fuhren die Attentäter einen Wagen an und verletzten einen Fußgänger. Kurz danach kaperten sie ein zweites Auto in der Rue de Meaux (Lage), mit dem sie ihre Flucht fortsetzten. An der Porte de Pantin verlor sich zunächst ihre Spur.

Fünf der zwölf Todesopfer des Anschlags
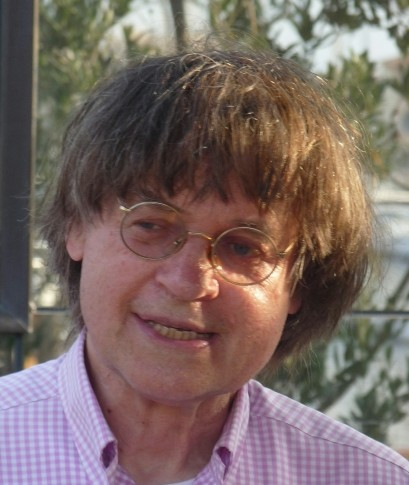
Cabu
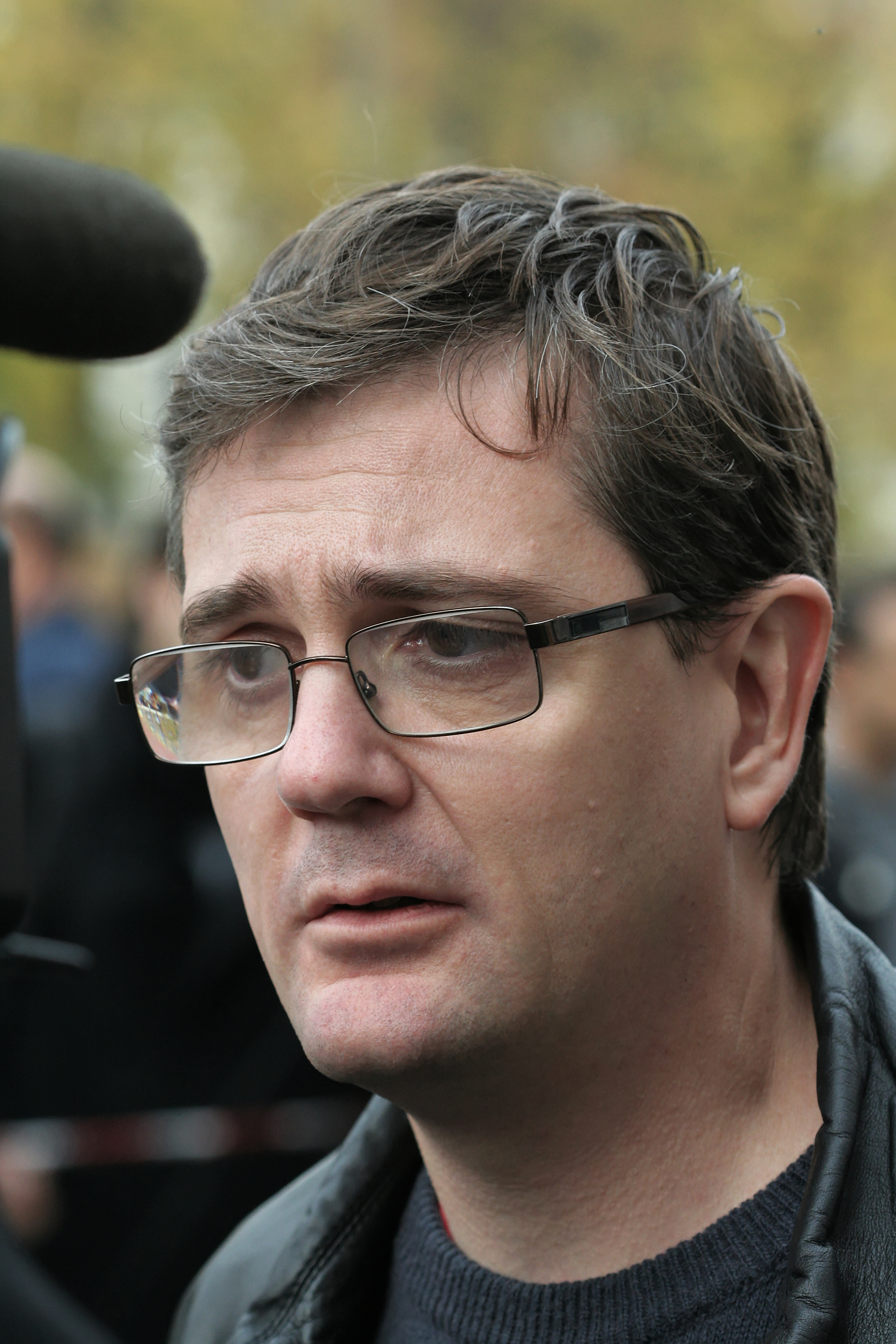
Charb
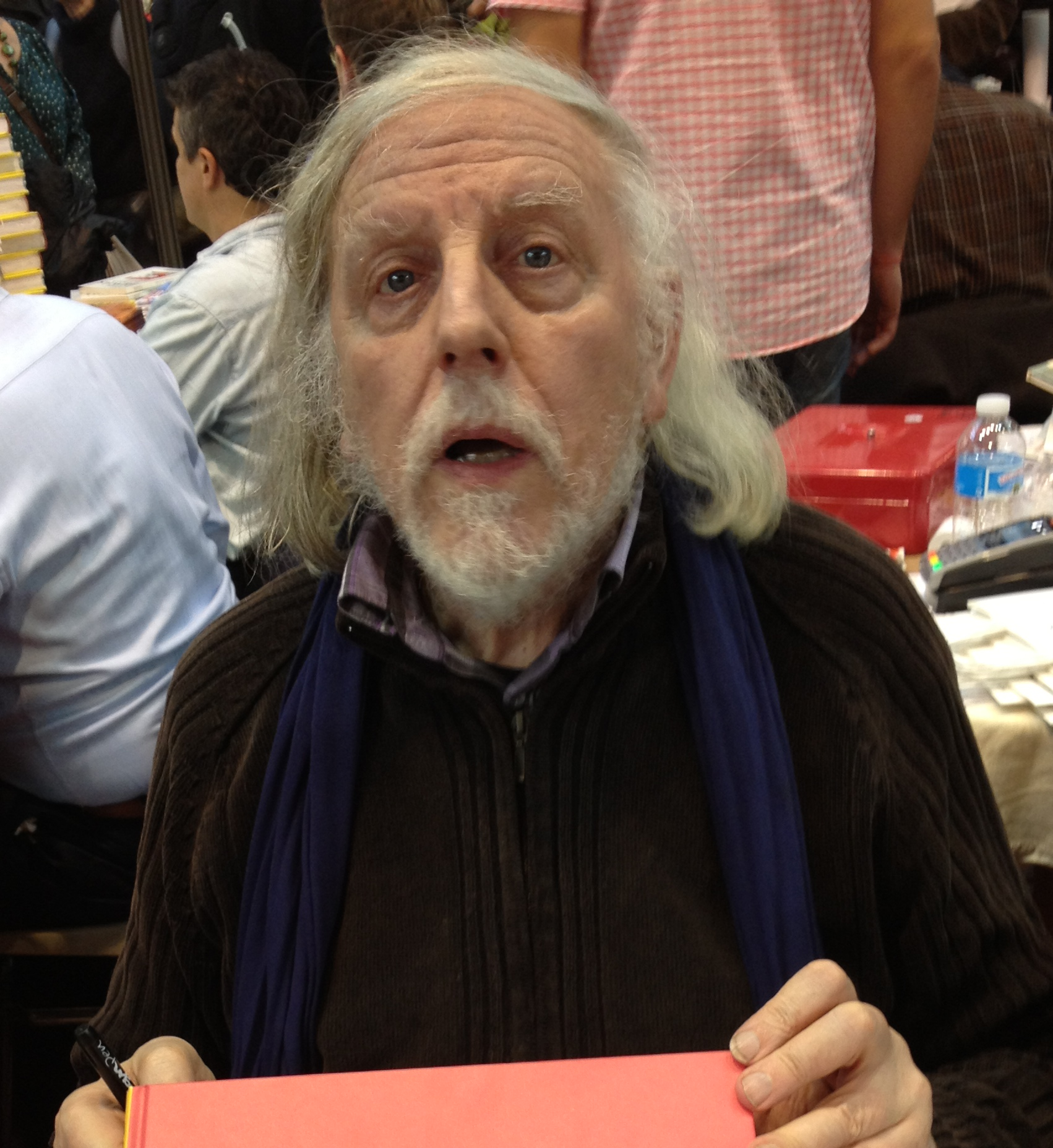
Honoré
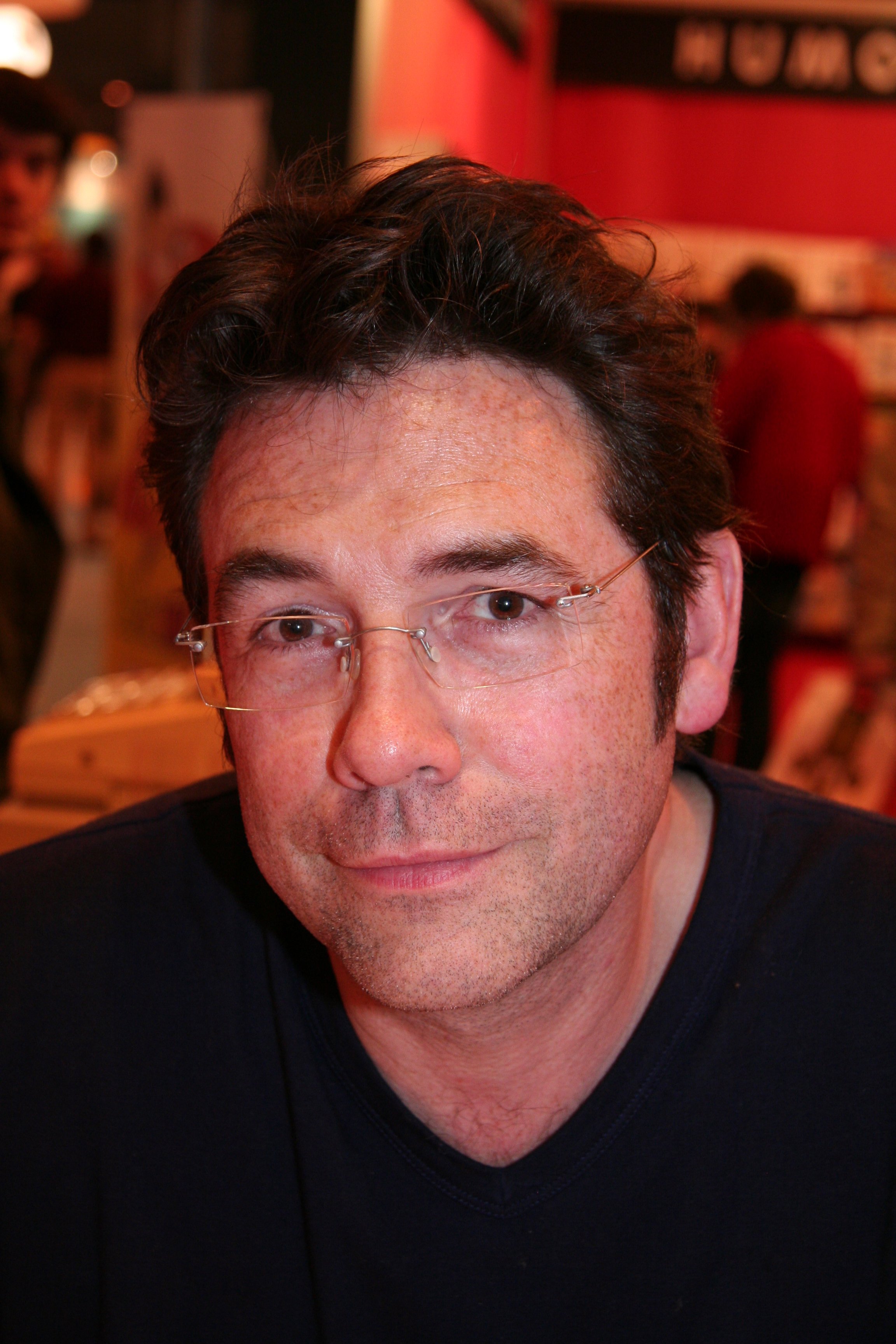
Tignous
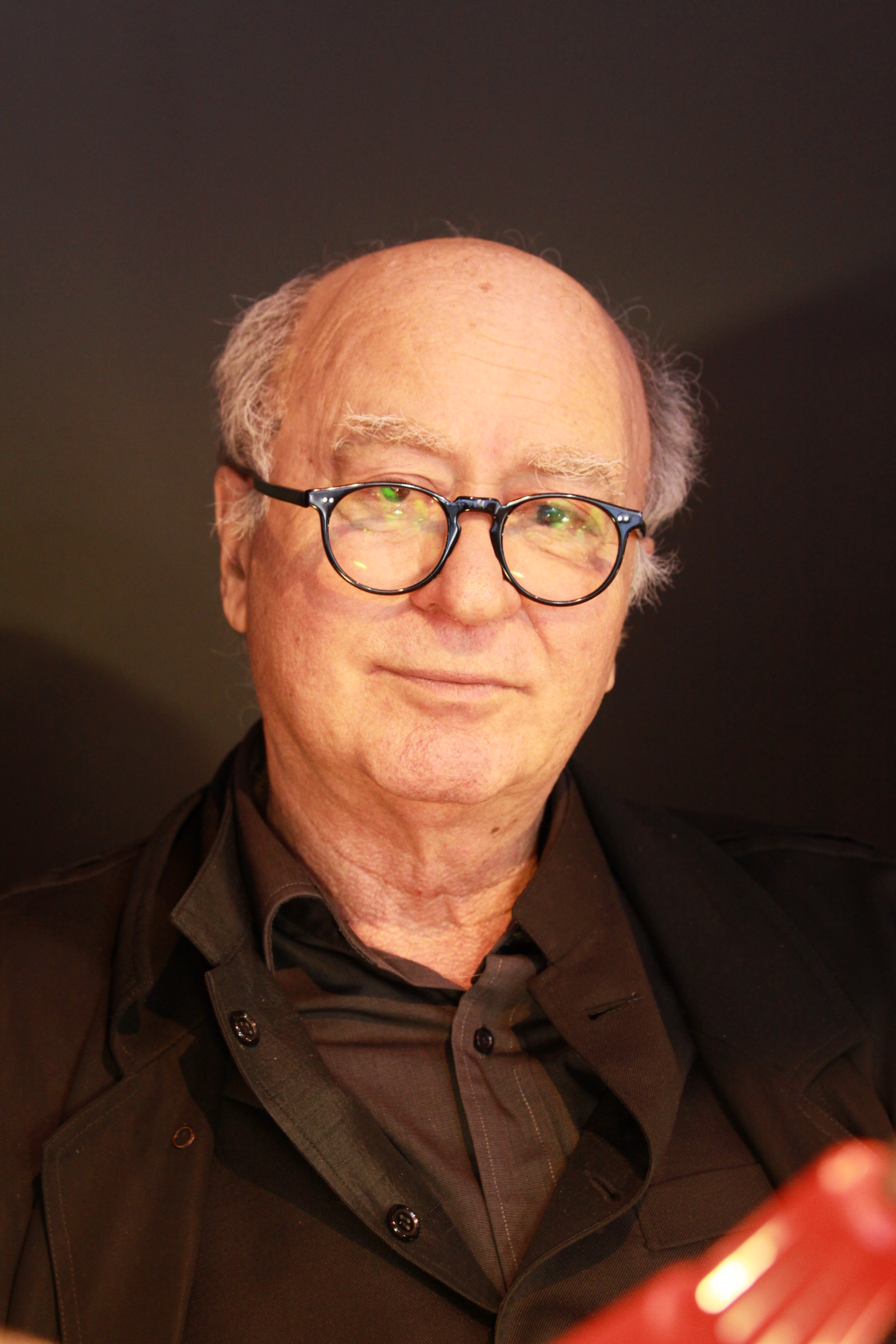
Wolinski

## Fahndung nach den Tätern und Zugriff
Noch am Tattag wurden die Brüder Kouachi sowie ihr 18-jähriger Schwager als Tatverdächtige zur Fahndung ausgeschrieben. Im ersten Fluchtauto hatten die Ermittler neben zehn Molotowcocktails, einer Dschihadflagge, Walkie-Talkies und einem Magazin auch den Personalausweis von Saïd Kouachi gefunden. Am späten Abend stellte sich der Schwager, dessen Name in sozialen Netzwerken als Verdächtiger kursierte, in Charleville-Mézières der Polizei und beteuerte, an dem Anschlag nicht beteiligt gewesen zu sein. Nachdem Lehrer und Mitschüler bezeugten, er sei zur Tatzeit im Unterricht gewesen, wurde er am 9. Januar wieder freigelassen. An der Suche nach den Tätern waren alle Spezialeinheiten Frankreichs (GIGN, RAID, GIPN und BRI) beteiligt.
Nachdem die Kouachi-Brüder am Morgen des folgenden Tages unmaskiert an der Tankstelle Relais du Moulin (Lage) bei Villers-Cotterêts unter Waffengewalt Lebensmittel erhalten hatten, konzentrierte sich die Fahndung auf die Region um Crépy-en-Valois nordöstlich von Paris. Ein Zeuge hatte um 14:30 Uhr gemeldet, die Attentäter dort gesehen zu haben. Ein 20 Quadratkilometer großes Gebiet mit mehreren Waldstücken wurde daraufhin ergebnislos von Sicherheitskräften durchsucht. Am Abend wurde das Suchgebiet auf den Ort Corcy und ein Waldstück bei Longpont eingegrenzt.
Einen Kilometer von Montagny-Sainte-Félicité entfernt kaperten die Brüder am 9. Januar um 8 Uhr erneut ein Auto. Sie ließen die Fahrerin nach einer kurzen Fahrt frei und fuhren mit dem Auto wieder in Richtung Paris. Um 9:20 Uhr wurde von Schüssen und einer Verfolgungsjagd auf der Route nationale 2 berichtet. Die Brüder Kouachi verschanzten sich im Gebäude einer Druckerei (Lage), die unter anderem Werbeschilder herstellt. Das Gebäude in Dammartin-en-Goële, nahe dem Flughafen Paris-Charles-de-Gaulle, wurde daraufhin von Sicherheitskräften umstellt. Am Vormittag ließen sie den Geschäftsführer der Firma frei; ein weiterer Angestellter, der sich im zweiten Stockwerk versteckt hatte, blieb von ihnen unbemerkt. Versuche der GIGN, die beiden über ihre Mobiltelefone zu erreichen, waren ergebnislos. Chérif Kouachi erklärte während seines Aufenthalts in der Druckerei in einem Telefongespräch mit dem Fernsehsender BFM TV, seine Reise nach Jemen sei von Anwar al-Awlaki finanziert und er sei von Al-Qaida im Jemen geschickt worden.
Um 16:57 Uhr verließen Saïd und Chérif Kouachi das Gebäude und feuerten auf die Spezialeinheiten der GIGN. Beim darauf folgenden Schusswechsel wurden beide getötet. Am Tatort wurden später zwei Kalaschnikow-Sturmgewehre, eine Panzerfaust, Nebelkerzen sowie eine Granate am Körper eines der Getöteten aufgefunden.

## Weitere Attentate

### Polizistenmord in Montrouge
Am Morgen des 8. Januar 2015, einen Tag nach dem Anschlag auf Charlie Hebdo, wurde in Montrouge im Süden von Paris (Lage) die 26-jährige Stadtpolizistin Clarissa Jean-Philippe – ebenfalls mit einer Kalaschnikow – erschossen und ein Straßenreiniger vom selben Täter durch einen Pistolenschuss schwer verletzt.
Das Mordopfer befand sich am Tatort zur routinemäßigen Aufnahme eines Verkehrsunfalls. Der Angreifer, nach Zeugenaussagen mit schusssicherer Weste und Patronengurten ausgestattet, konnte entkommen; seinen Fluchtwagen fand man in der Nähe des RER-Bahnhofs von Arcueil.
Ein Zusammenhang mit dem Attentat auf die Redaktion von Charlie Hebdo wurde hergestellt, nachdem mit der Hilfe von Augenzeugen aus Montrouge ein Phantombild des Täters erstellt worden war. Unter den aus dem Bild ermittelten Verdächtigen befand sich der 32-jährige Amedy Coulibaly, polizeibekannt als Mitglied einer Gruppe namens Dschihadisten von Buttes-Chaumont. Die bereits am Vortag, unmittelbar nach dem Anschlag auf Charlie Hebdo, festgenommene Ehefrau von Chérif Kouachi bestätigte Ermittlern, ihr Mann und Coulibaly seien gut bekannt. Sowohl gegen C. Kouachi als auch gegen Coulibaly war wegen der versuchten Befreiung des Islamisten Smaïn Aït Ali Belkacem aus dem Gefängnis ermittelt und Coulibaly zu einer Haftstrafe verurteilt worden. Ein Zeuge der Schießerei von Montrouge identifizierte Coulibaly auf einem Foto; wenige Stunden später wurde die am Tatort gefundene DNA-Spur (auf einer Sturmhaube) ihm zugeordnet.

### Geiselnahme in einem jüdischen Supermarkt

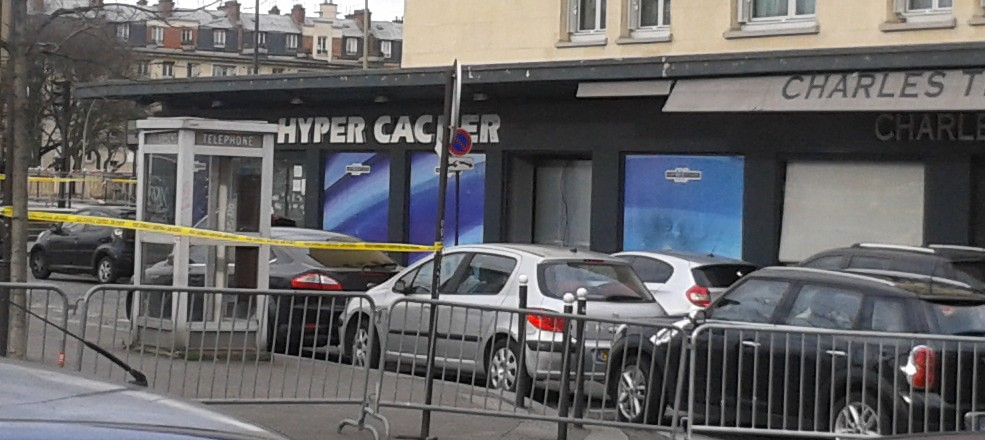
Der jüdische Supermarkt nach der Geiselnahme

Am 9. Januar 2015 überfiel Coulibaly gegen 13 Uhr an der Porte de Vincennes im Osten von Paris einen koscheren Supermarkt (Lage) und nahm mehrere Geiseln. Coulibaly forderte freien Abzug für die Kouachi-Brüder und drohte bei einem Polizeieinsatz mit der Tötung der Geiseln. Einige davon konnten ihre Angehörigen anrufen; von diesen erhielten die Spezialeinheiten deren Telefonnummern und konnten über Rückrufe Angaben zur Bewaffnung Coulibalys erhalten sowie Verhaltensregeln für den Fall einer Erstürmung durchgeben.
In einem Telefonat mit BFM TV sagte Coulibaly, er habe sich mit den Kouachi-Brüdern „für den Anfang dieser Operationen abgesprochen“; er kämpfe für die Organisation IS (Islamischer Staat). Auch in einem nachträglich aufgetauchten Video bekannte sich Coulibaly zu seinen Taten und der Absprache. Er gab zudem an, „wegen der Juden“ gezielt diesen Supermarkt ausgesucht und vier Personen getötet zu haben. Der Sender RTL konnte nach einem Anrufversuch mithören, wie Coulibaly mit einigen Geiseln diskutierte und seine Taten als Vergeltung für die Intervention in Mali und den Kampf gegen den IS im syrischen Bürgerkrieg rechtfertigte: Wenn man die Muslime im Ausland nicht angegriffen hätte, wäre er, ein in Frankreich Geborener, jetzt nicht hier.
Kurz nach Beginn des Schusswechsels in Dammartin-en-Goële wurde der Pariser Supermarkt gestürmt; Coulibaly wurde beim Zugriff durch BRI und RAID gegen 17 Uhr getötet. Dabei schoss er mit der Kalaschnikow und einer Skorpion-Maschinenpistole um sich. Im Supermarkt fanden sich noch zwei Tokarew-Pistolen und etwa fünfzehn Sprengstoffstangen sowie vier Zündvorrichtungen, die als Sprengfallen vorbereitet waren. Bei der Erstürmung wurden drei Polizisten, aber keine Geiseln verletzt. Kurzzeitig nahm man an, dass Coulibalys Lebensgefährtin Hayat Boumeddiene am Überfall auf den Supermarkt beteiligt war; später wurden Indizien dafür bekannt, dass sie bereits am 2. Januar von Madrid nach Istanbul geflogen war. Dem Signal ihres Handys zufolge überquerte sie am Tag des Anschlags die Grenze zu Syrien in ein Gebiet, das vom IS kontrolliert wird.
Die Opfer im Supermarkt waren Yohan Cohen (22, Angestellter des Supermarkts), Yoav Hattab (21, Elektriker), Philippe Braham (45, IT-Berater und Lehrer) sowie François-Michel Saada (64, pensionierter Manager). Alle vier waren jüdische Franzosen und wurden bereits vor dem Zugriff der Polizei ermordet. Cohen und Hattab wurden bei dem Versuch erschossen, dem Täter eine seiner Waffen zu entwenden. Mehrere Personen überlebten vier Stunden lang in der Kühlkammer des Ladens, in die sie von Lassana Bathily, einem muslimischen Angestellten des Geschäfts, gebracht worden waren, um sie dem Zugriff des Geiselnehmers zu entziehen.

### Anschlag in Fontenay-aux-Roses
Bereits am Abend des 7. Januar 2015 war in Fontenay-aux-Roses, einem der Vororte im Pariser Südwesten, ein Jogger von einem Unbekannten verfolgt, niedergeschossen und schwer verletzt worden. Am 11. Januar wurde bekannt, dass am Tatort gefundene Patronenhülsen aus einer der Tokarew-Pistolen stammten, die in dem von Coulibaly zwei Tage später überfallenen Supermarkt gefunden wurden. Coulibaly wohnte in Fontenay.

## Täter und Hintermänner

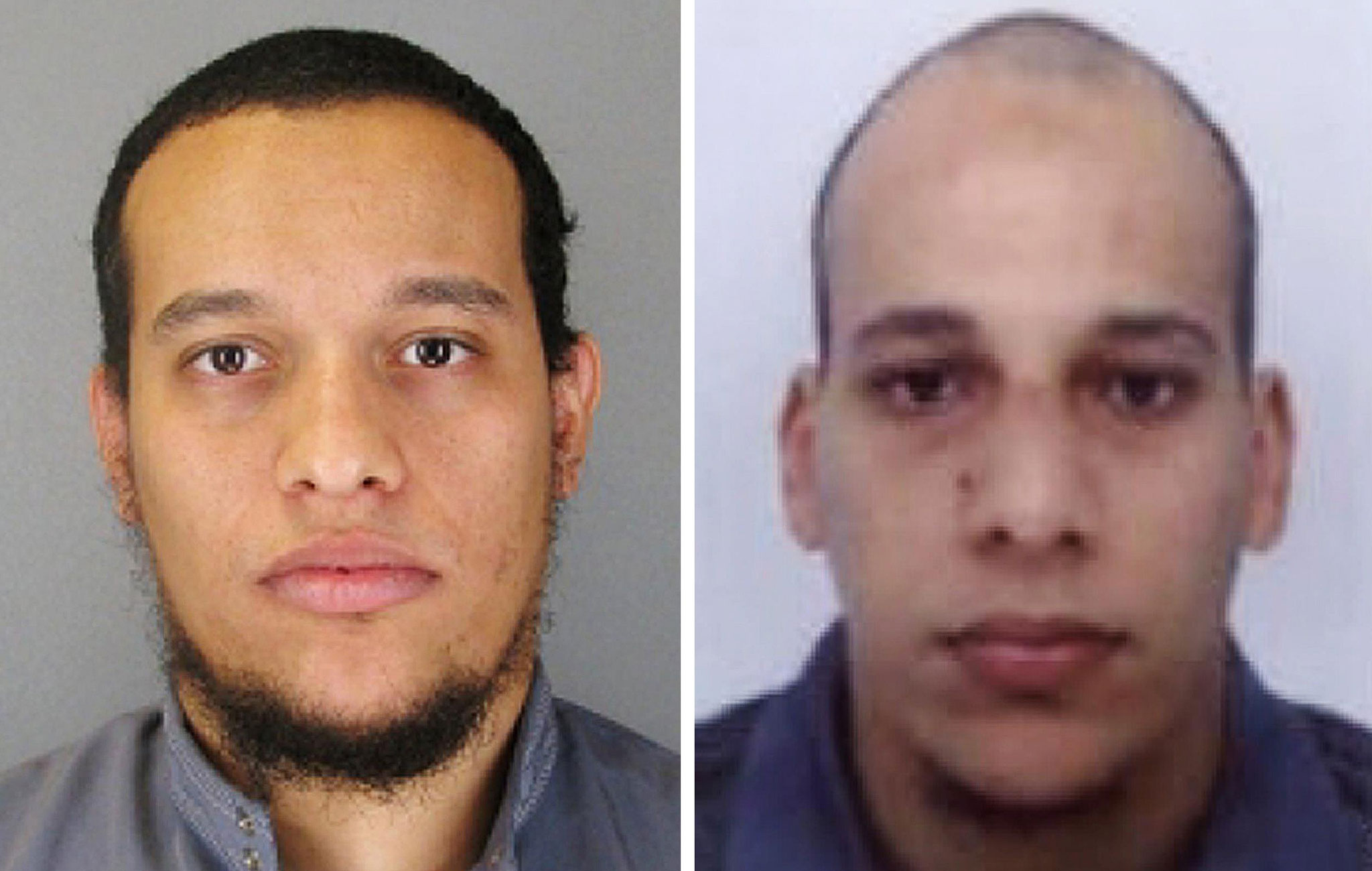
Die Attentäter Saïd (links) und Chérif Kouachi (undatierte Passbilder)

Saïd und Chérif Kouachi waren Söhne algerischer Einwanderer, in Frankreich geboren und besaßen die französische Staatsbürgerschaft. Als Vollwaisen lebten sie von 1994 bis 2000 in einem Heim in Treignac (Region Limousin). Chérif Kouachi wurde im Januar 2005 verhaftet, als er versuchte, nach Syrien auszureisen, um am Dschihad im Irak gegen die amerikanische Besatzung teilzunehmen. Chérif wurde zu drei Jahren Gefängnis verurteilt, wobei anderthalb Jahre zur Bewährung ausgesetzt wurden. Im Mai 2010 wurde er erneut verhaftet, da er unter dem Verdacht stand, an einer Operation beteiligt zu sein, welche die Befreiung von zwei Attentätern der Anschlagsserie in Frankreich 1995 aus dem Gefängnis zum Ziel hatte.
2011 reisten Saïd und Chérif in den Jemen und erhielten dort eine Ausbildung durch al-Qaida. Der deutsche Bundesinnenminister de Maizière bestätigte, dass die mutmaßlichen Täter nicht nur auf der No Fly List der USA standen, sondern auch auf der Schengen-Liste zur verdeckten Beobachtung ausgeschrieben waren.
 Amedy Coulibaly wurde 1982 in Juvisy-sur-Orge, einem Vorort von Paris, geboren. Seine Familie stammt aus Mali. Ab 2001 beging Coulibaly mehrere bewaffnete Raubüberfälle, wofür er 2004 zu sechs Jahren Gefängnis verurteilt wurde. Er kam vorzeitig wieder frei und wurde 2006 erneut zu einer anderthalb Jahre langen Gefängnisstrafe verurteilt, diesmal wegen Rauschgifthandels. Im Gefängnis lernte Coulibaly Chérif Kouachi kennen und kam so mit dem Islamismus in Kontakt. Wie Chérif geriet Coulibaly in Verdacht, die Attentäter von 1995 befreien zu wollen. Im Gegensatz zu Kouachi kam Coulibaly 2013 in Haft. In seiner Wohnung hatte man eine Waffe und Munition gefunden. Bereits 2014 kam er erneut frei.
Eine Woche nach dem Anschlag auf Charlie Hebdo übernahm einer der Anführer von Al-Qaida im Jemen die Verantwortung und erklärte in einer Videobotschaft, das Attentat sei von ihnen geplant, finanziert und auf Befehl von Aiman az-Zawahiri verübt worden, Coulibalys Taten seien jedoch „zufällig neben dem Anschlag auf Charlie Hebdo passiert“. Bereits zuvor hatte ein Mitglied der Organisation gegenüber der Nachrichtenagentur Associated Press erklärt, der Anschlag sei von ihnen „als Rache für die Ehre des Propheten“ Mohammed geleitet worden. Das Ziel sei „sorgfältig ausgewählt“ und Frankreich „wegen seiner Rolle im Krieg gegen den Islam und unterdrückte Nationen“ auserkoren worden. Ein ranghoher Vertreter sagte, die Franzosen würden nicht in Sicherheit leben, „solange sie Allah und seinen Propheten bekämpften und seine Gläubigen“.
Ein Prediger des Islamischen Staates übernahm beim Freitagsgebet in einer Moschee der nordirakischen Stadt Mossul ebenfalls die Verantwortung für die Tat und behauptete, sie sei der Beginn einer größeren Terrorkampagne mit weiteren Attentaten in Europa und den USA. In einem IS-Radiosender wurden die Täter als „Helden“ bezeichnet.

## Reaktionen

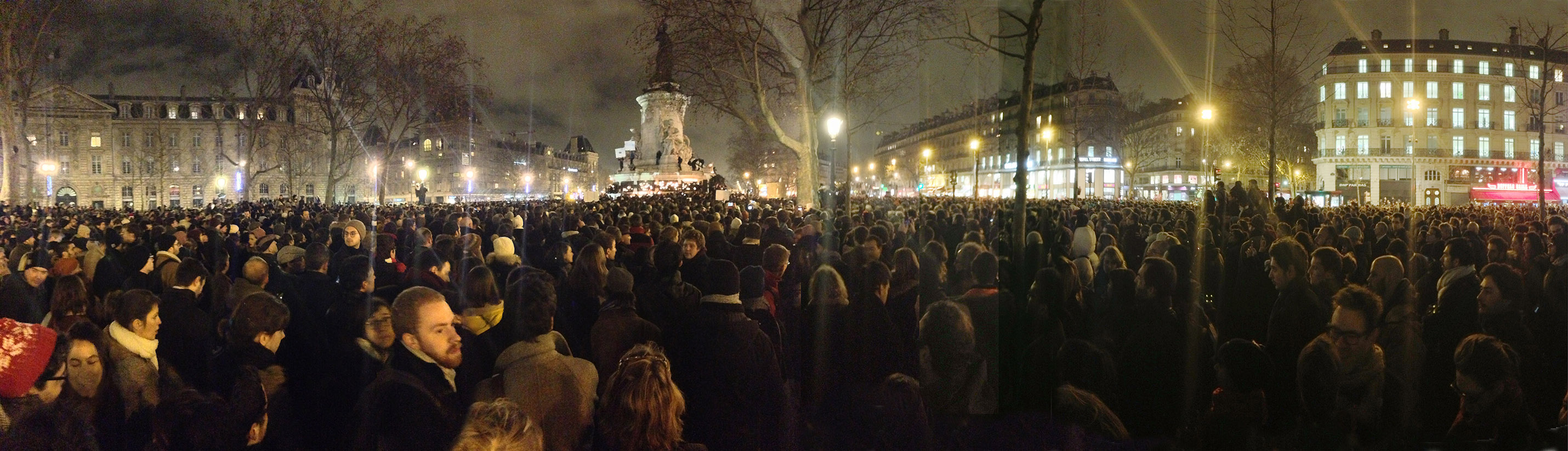
Spontane Solidaritätskundgebung am Abend des 7. Januar an der Pariser Place de la République.

### Frankreich
Unmittelbar nach dem Anschlag rief Premierminister Manuel Valls die höchste Stufe „alerte attentats“ des Sicherheitsmaßnahmenkatalogs Plan Vigipirate aus. Staatspräsident François Hollande ordnete für den Folgetag des Anschlags Staatstrauer und eine Schweigeminute sowie Halbmastbeflaggung für drei Tage an. Die ermordeten Journalisten und Zeichner bezeichnete er als „unsere Helden“, den Angriff als „terroristisches Attentat mit außergewöhnlicher Brutalität“. Es seien in den vergangenen Wochen bereits mehrere Anschläge vereitelt worden, so der Präsident. Andere gefährdete Einrichtungen würden verstärkt geschützt.
Führende französische Politiker aller Parteien verurteilten den Anschlag, unter anderem der Oppositionsführer und ehemalige Staatspräsident Nicolas Sarkozy, der Zentrist François Bayrou, der Vorsitzende des Parti de Gauche, Jean-Luc Mélenchon, und die Vorsitzende des Front National, Marine Le Pen.
Die Strafverfolgungsbehörden gingen scharf gegen Akte der mutmaßlichen Verherrlichung des Anschlags (apologie du terrorisme) vor. So wurde unter anderem der antisemitische Komiker Dieudonné M’bala M’bala wegen eines Beitrags auf Facebook festgenommen und später zu einer Haftstrafe auf Bewährung von 2 Monaten und einer Geldstrafe von 10 000 Euro verurteilt; insgesamt wurden mehr als 50 Fälle an die Justiz übergeben.
Am 1. September 2020 begann der Gerichtsprozess gegen 14 mutmaßliche Mittäter, von ihnen waren drei Personen in Abwesenheit angeklagt. Einen Tag später veröffentlichte Charlie Hebdo anlassbezogen in einer Sonderausgabe erneut die Mohammed-Karikaturen. Der Prozess selbst umfasst neben den Angeklagten, 94 Anwälte, 200 Nebenkläger und 144 Zeugen.

### Islamische Länder, Institutionen und Organisationen

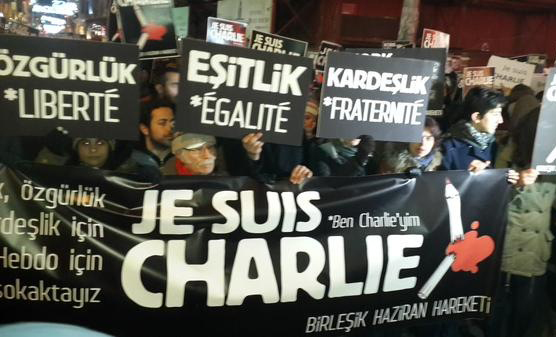
Solidaritätsbekundungen in Istanbul, Türkei, am 8. Januar 2015

Auch in der muslimischen Welt wurde der Anschlag verurteilt; so erklärten beispielsweise die Arabische Liga sowie die al-Azhar-Universität in Kairo als Autorität des sunnitischen Islams: „Der Islam prangert jede Gewalt an.“ Die saudi-arabische Regierung bezeichnete den Anschlag „als feigen Terrorakt, der gegen den wahren Islam verstößt“. Der pakistanische Präsident Mamnoon Hussain verurteilte in seiner Kondolenznote an Hollande „Terrorismus in all seinen Formen“. Afghanistans Präsident Aschraf Ghani verurteilte den Anschlag ebenfalls. Im Süden Afghanistans demonstrierten einige Hundert gegen diese Erklärung und priesen die Attentäter als „wahre Mudschaheddin“.
Eine Pressesprecherin des iranischen Außenministeriums erklärte, die Terroranschläge seien inakzeptabel; genauso inakzeptabel sei es aber auch, unter dem Deckmantel der Meinungsfreiheit Religion und religiöse Personen zu beleidigen. Auch Präsident Hassan Rohani verurteilte Gewalt und Extremismus im Namen des Islam, ebenso der konservative Ajatollah Ahmad Chātami in seinem Freitagsgebet. Anlässlich des Anschlags kündigte das iranische Kulturinstitut Sarcheshmeh Anfang 2015 einen zweiten Holocaust-Karikaturen-Wettbewerb an.
Die sunnitische Terrororganisation Hamas verurteilte den Anschlag; Meinungs- und Glaubensunterschiede könnten Mord nicht rechtfertigen. Auch der Generalsekretär der schiitischen Hisbollah, Hassan Nasrallah, erklärte, „takfīrische Terroristen“ (d. h. sunnitische Islamisten) würden den Islam schwerer beleidigen als „jene, die den Propheten durch Abbildungen, Filme oder Cartoons angriffen“. Der bekannte sunnitische Theologe Yusuf al-Qaradawi äußerte sich zurückhaltend und reagierte mit der Bemerkung, es sei weder vernünftig noch weise, Mohammed anzugreifen. Im Gegensatz dazu hatte er im Februar 2006, nach Veröffentlichung der ersten Mohammed-Karikaturen, zu einem „Tag des Zorns“ aufgerufen. Die Organisation für Islamische Zusammenarbeit (OIC), ein Verbund von über 50 Staaten mit überwiegend muslimischer Bevölkerung, kondolierte den Familien der Opfer und verurteilte die Anschläge. Bei Veröffentlichung der Mohammed-Karikaturen im Jahr 2006 hatte die OIC dahingegen zu Boykotten als Mittel gegen die vermeintliche „Islamophobie“ aufgerufen.

### Deutschsprachige Länder

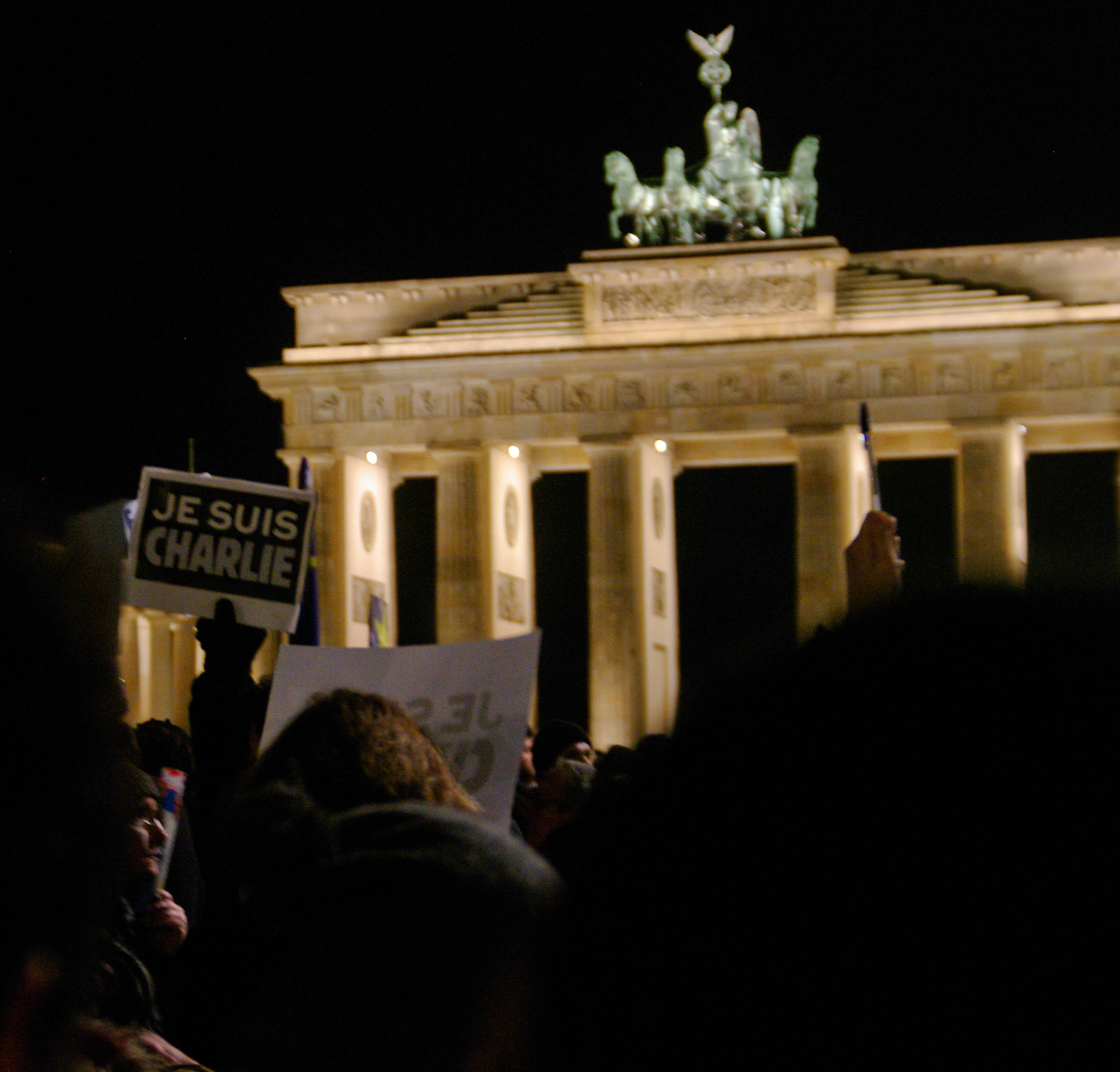
„Je-suis-Charlie“-Demonstration am Brandenburger Tor in Berlin am 7. Januar 2015

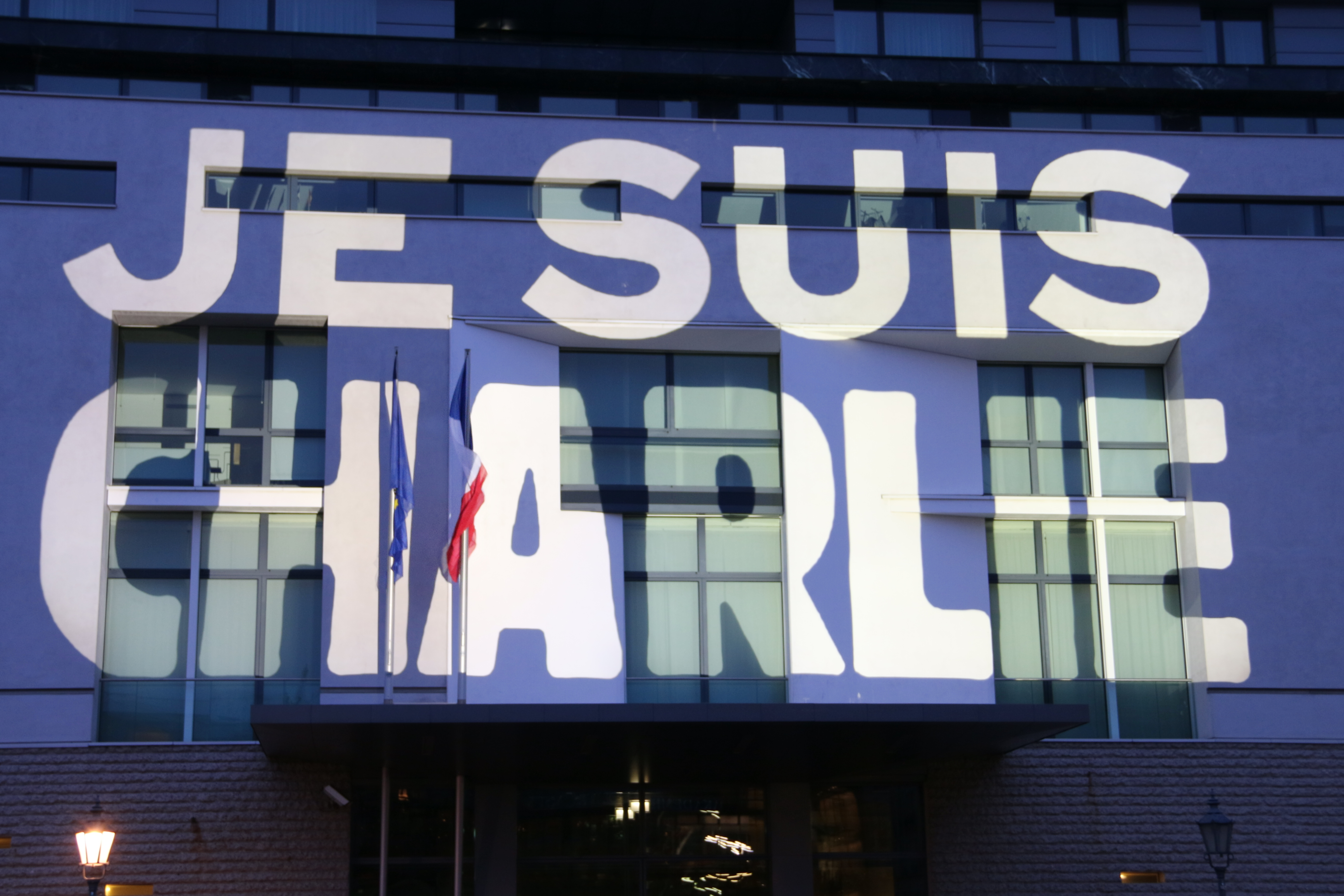
„Je-suis-Charlie“-Schriftzug an der französischen Botschaft in Berlin am 11. Januar 2015

Die deutsche Bundeskanzlerin Angela Merkel äußerte, die Tat sei nicht nur ein Angriff auf das Leben der französischen Bürger und die innere Sicherheit Frankreichs, sondern stelle auch einen „Angriff auf die Meinungs- und Pressefreiheit dar, ein Kernelement unserer freiheitlich-demokratischen Kultur, der durch nichts zu rechtfertigen ist“. Bundesinnenminister Thomas de Maizière warnte vor Populismus: „Terroristische Anschläge haben nichts mit dem Islam zu tun“. Für Deutschland ordnete er vom 8. bis 10. Januar Trauerbeflaggung an, „als Zeichen der Anteilnahme und Solidarität mit dem französischen Volk“.
Beobachter äußerten, der vier jüdischen Opfer werde in der Berichterstattung und bei Solidaritätsbekundungen vergleichsweise wenig gedacht. In Österreich wandte sich Oskar Deutsch, der Präsident der Israelitischen Kultusgemeinde Wien, in einem offenen Brief an die Regierung Österreichs und kritisierte, dass bei der Gedenkkundgebung am Ballhausplatz von offizieller Seite der Begriff „jüdische Opfer“ nicht erwähnt wurde.
Am 9. Januar veröffentlichten etliche islamische Organisationen und Religionsgemeinschaften, zum Beispiel der Zentralrat der Muslime in Deutschland, der Islamrat und die DİTİB, eine gemeinsame Meldung, in der sie den Anschlag „aufs Schärfste“ verurteilten und dazu aufriefen, „sich nicht einschüchtern oder auseinanderdividieren zu lassen“. Mit der Tat werde der Islam, „aber auch jeglicher zivilisatorischer Ansatz in den Schmutz gezogen“. Die DİTİB organisierte am 16. Januar bundesweit an über 60 Kundgebungsorten Mahnwachen für die Meinungs- und Pressefreiheit.
Der österreichische Karikaturist Gerhard Haderer sah diese Ereignisse „als Auftrag, ganz klar und eindeutig dagegenzuhalten“, ihn interessiere aber auch: „Wie geht es den vielen Muslimen, die bei uns leben?“ Man müsse „eine demokratiepolitische Diskussion“ führen und „gescheit argumentieren“.
Die Schweizer Bundespräsidentin Simonetta Sommaruga verurteilte im Namen der Schweiz das Attentat scharf: «La Suisse condamne fermement l’attentat commis à Paris et présente ses condoléances à la France.» (deutsch: „Die Schweiz verurteilt aufs Schärfste das in Paris verübte Attentat und übermittelt Frankreich ihre Kondolenzen.“)

### Weitere Länder und Organisationen

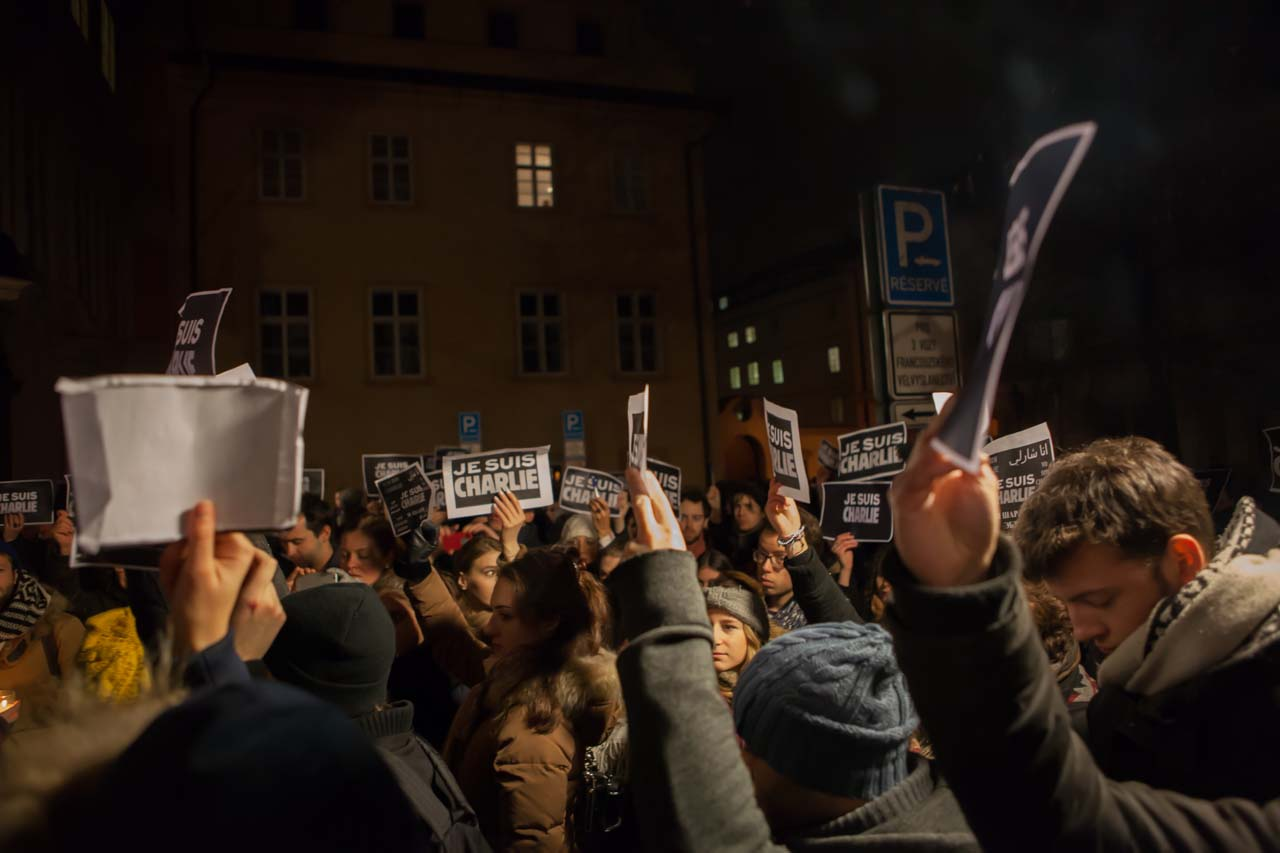
Demonstranten in Prag, Tschechische Republik

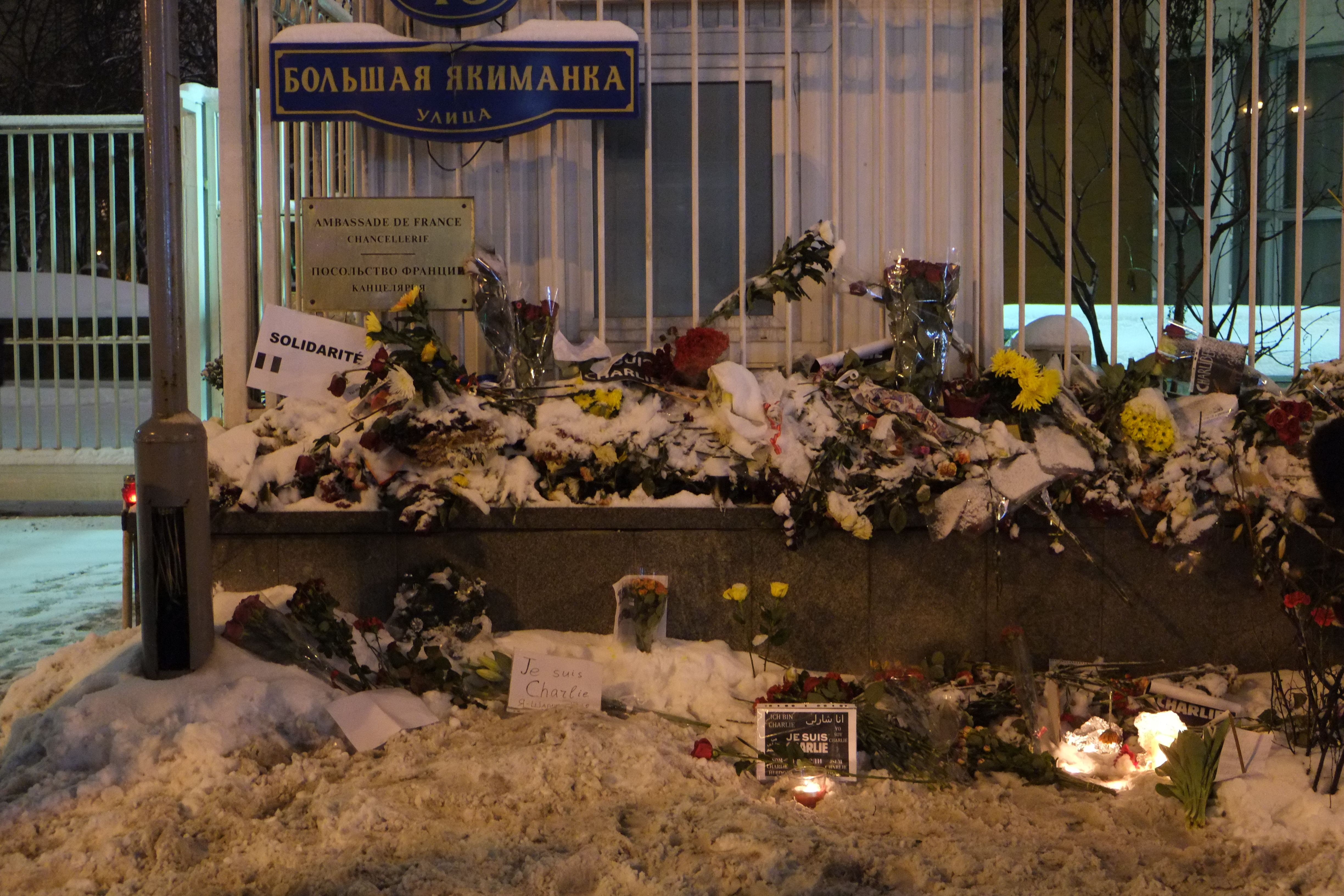
Solidaritätsbekundungen vor der französischen Botschaft in Moskau, Russland

Der Vorfall wurde weltweit verurteilt. Der Weltsicherheitsrat der Vereinten Nationen legte eine Schweigeminute ein.
Der amerikanische Präsident Barack Obama erklärte: „Frankreich ist der älteste Verbündete Amerikas, und es steht Schulter an Schulter mit den Vereinigten Staaten im Kampf gegen Terroristen, die unsere gemeinsame Sicherheit in der Welt gefährden“.
Der Vorsitzende des dänischen Journalistenverbandes nannte den Anschlag eine „barbarische Terrortat“ und sah Parallelen zwischen dem Attentat in Paris und einer Reihe von Anschlagsversuchen in Dänemark im Zusammenhang mit den Mohammed-Karikaturen. Ein Redakteur der Jyllands-Posten zeigte sich „schockiert und erschüttert“, aber „eigentlich nicht überrascht angesichts dessen, was in den letzten zehn Jahren in Europa schon passiert ist“.
Der Schriftsteller Salman Rushdie, der 1989 selbst Ziel einer Fatwa wurde, äußerte sich am Tag des Anschlags in einer Presseerklärung: „Religion, eine mittelalterliche Form der Unvernunft, wird, wenn sie mit modernen Waffen kombiniert wird, zu einer echten Gefahr unserer Freiheiten. Derartiger religiöser Totalitarismus hat zu einer tödlichen Mutation im Herzen des Islams geführt und wir sehen heute die tragischen Folgen in Paris. Ich stehe hinter Charlie Hebdo, so wie wir alle es tun müssen, um die Kunst der Satire zu verteidigen, die stets eine Kraft für die Freiheit und gegen die Tyrannei, Unehrlichkeit und Dummheit war. ‚Respekt vor der Religion‘ ist zu einer verschlüsselten Phrase mit der Bedeutung ‚Angst vor der Religion‘ geworden. Religionen, wie alle anderen Ideen, verdienen Kritik, Satire, und, jawohl, unsere angstfreie Respektlosigkeit.“

### Soziale Medien
Kurze Zeit nach den Anschlägen kursierten (wie auch zehn Monate später nach den Attentaten im November 2015 in Paris) auf Internetblogs diverse antisemitische sowie antiamerikanische Verschwörungsmythen. Als Zeichen der Online-Trauer posteten Nutzer in sozialen Netzwerken das Bild mit schwarzem Hintergrund und dem Text „Je suis Charlie“ oder einem Hashtag mit diesen drei Wörtern.

### Solidaritätskundgebungen und Trauermarsch
In zahlreichen französischen und anderen europäischen Städten nahmen Menschen am Abend und am Tag nach dem Anschlag auf Charlie Hebdo an Solidaritätskundgebungen teil, allein in Paris auf der Place de la République versammelten sich 35.000 Menschen. Auch außerhalb Frankreichs, unter anderem in Brüssel, Amsterdam, Wien, Berlin, London, Rom, Mailand, Madrid und Lissabon, wurden Solidaritätskundgebungen abgehalten.
Die meisten Teilnehmer verzichteten auf Fahnen, Banner und laute Parolen; viele zeigten Kerzen und Plakate mit der Aufschrift „Je suis Charlie“ („Ich bin Charlie“). Dieser Ausspruch wurde zuvor von Redaktionsmitgliedern auf der Internetseite von Charlie Hebdo veröffentlicht. Der Entwurf stammt von dem Pariser Journalisten Joachim Roncin. Die später davon abgewandelten Slogans „Je suis Ahmed“ und „Je suis Juif“ nahmen Bezug auf den getöteten Polizisten Ahmed Merabet, der Muslim algerischer Abstammung war, und die vier jüdischen Opfer im koscheren Supermarkt. Auch am Samstag, 10. Januar, versammelten sich etwa 700.000 Menschen in Frankreich zu verschiedenen Solidaritätskundgebungen.

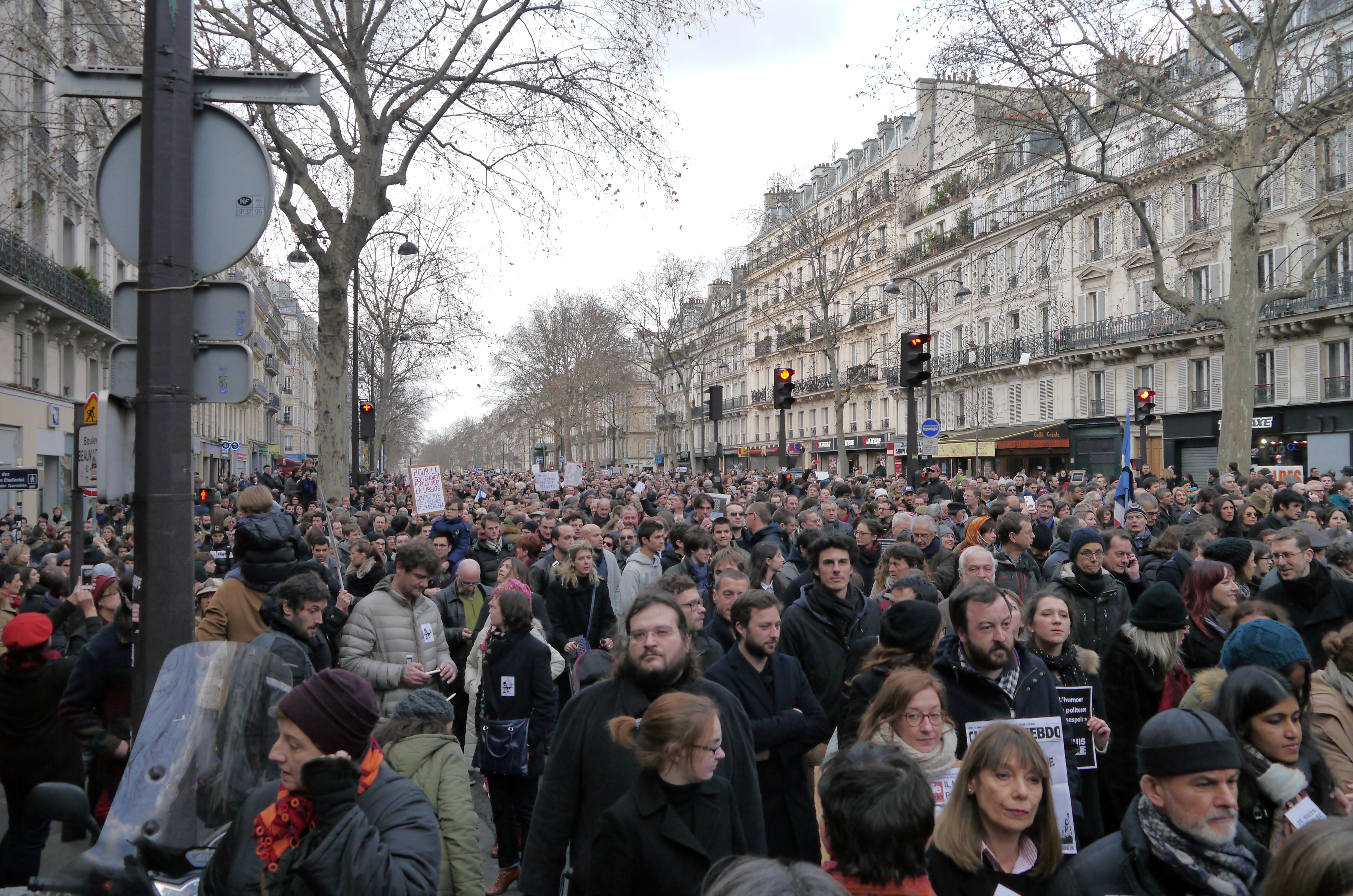
Teilnehmer am Trauermarsch in Paris am 11. Januar 2015

An der zentralen Gedenkkundgebung, dem sogenannten Republikanischen Marsch, am Sonntag, den 11. Januar, beteiligten sich dann in Paris etwa 1,5 Millionen Menschen, landesweit wurden mindestens 3,7 Millionen Demonstranten gezählt. Anwesend in Paris waren die französische Regierung und Vertreter aller Parteien außer der Front National. Am Trauermarsch nahmen auch über 50 hochrangige Politiker, darunter 44 Staats- und Regierungschefs, aus dem Ausland teil. Sie versammelten sich auf dem Boulevard Voltaire und schritten symbolisch ein kurzes Stück ab, da die Sicherheitslage die direkte Teilnahme am Marsch nicht erlaubte. Gleich neben dem französischen Präsidenten Hollande marschierten unter anderem Bundeskanzlerin Angela Merkel und der malische Präsident Ibrahim Boubacar Keïta, neben ihnen EU-Kommissionspräsident Jean-Claude Juncker, EU-Ratspräsident Donald Tusk, der israelische Ministerpräsident Benjamin Netanjahu, das jordanische Herrscherpaar Rania und Abdullah, der Palästinenserpräsident Mahmud Abbas, der spanische Ministerpräsident Mariano Rajoy und der italienische Ministerpräsident Matteo Renzi. Darüber hinaus waren anwesend der EU-Parlamentspräsident Martin Schulz, mehrere Minister aus Deutschland, aus Österreich die Nationalratspräsidentin Doris Bures, Außen- und Integrationsminister Sebastian Kurz sowie die Innenministerin Johanna Mikl-Leitner. Bundespräsidentin Simonetta Sommaruga vertrat den Schweizer Bundesrat. Auch der türkische Ministerpräsident Ahmet Davutoğlu, der ungarische Ministerpräsident Viktor Orbán und der Außenminister der Vereinigten Arabischen Emirate, Abdullah bin Zayid Al Nahyan, nahmen teil. Der marokkanische Außenminister Salaheddine Mezouar blieb wegen „gotteslästerlicher Karikaturen“ dem Marsch fern. Aufgrund der Terrorismusgefahr fehlten US-amerikanische Vertreter beim Gedenkmarsch in Paris, was zu Kritik führte. Außenminister John Kerry legte als Solidaritätsbekundung einige Tage später Blumen an den Anschlagsorten nieder.
Neben französischen Flaggen wurden auch verschiedene andere Nationalflaggen mitgeführt, wie von Algerien oder Israel. Die Demonstranten trugen Schilder mit „Je suis Charlie“, „Je suis Ahmed“ oder „Je suis Juif“. Auch Stifte waren ein beliebtes Symbol, teilweise als überdimensionale Plastik. Joel Mergui, Vorsitzender der Dachorganisation Consistoire central israélite de France der Juden in Frankreich, und Dalil Boubakeur, der Vorsitzende der Pariser Moschee, reichten sich demonstrativ die Hand. Reporter ohne Grenzen verurteilte die Einladung und Teilnahme von Repräsentanten aus Ländern wie Ägypten, Russland, Algerien, der Türkei und den Vereinigten Arabischen Emiraten, in denen die Pressefreiheit massiv missachtet werde.

## Nachwirkungen

### Charlie Hebdo

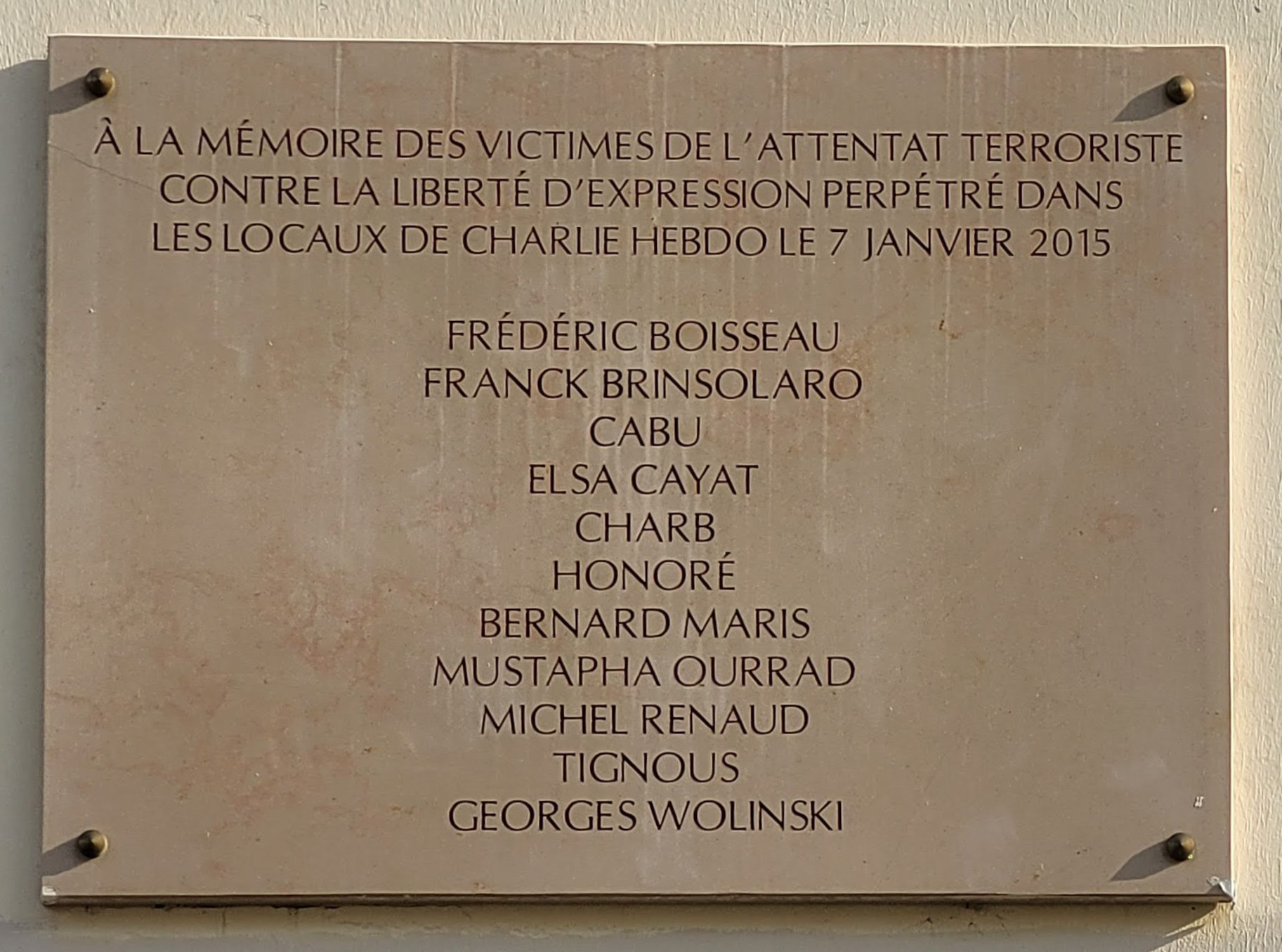
Gedenktafel für die Opfer des Anschlags in der rue Nicolas-Apprert 10 in Paris

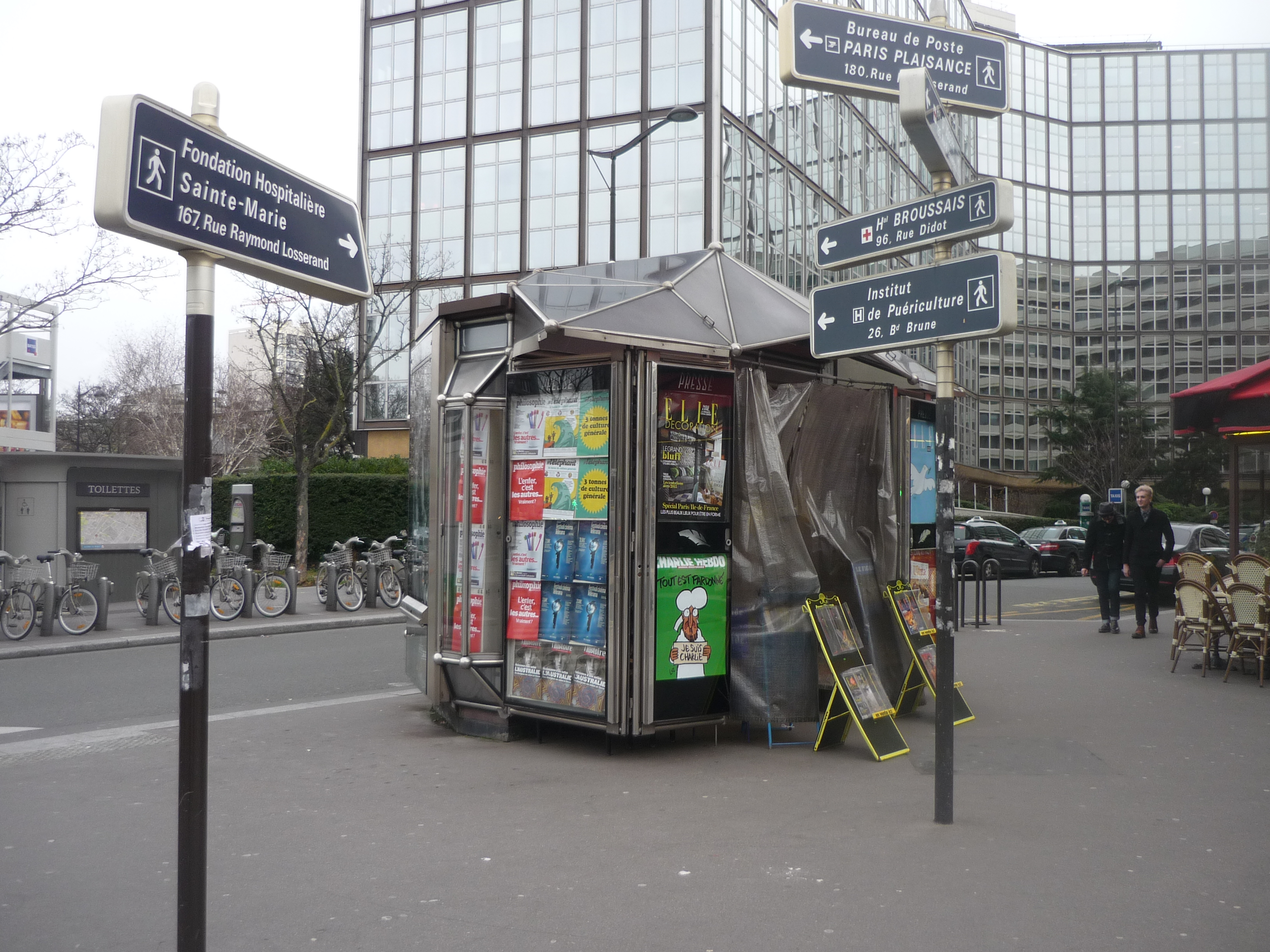
Das vom Zeichner Luz angefertigte Titelblatt der ersten Ausgabe nach dem Anschlag vom 7. Januar 2015 an einem Zeitungsstand in Paris

Die überlebenden Redakteure der Zeitschrift kündigten eine neue Ausgabe unter dem Titel Le Journal des Survivants („Das Journal der Überlebenden“) mit einem Umfang von acht Seiten und einer Druckauflage von drei Millionen Exemplaren in 16 Sprachen an. Bisher hatte das Magazin eine Auflage von 60.000 Stück. Sie äußerten, der Zeichenstift werde immer der Barbarei überlegen sein.
Die Arbeit an dieser Ausgabe begann zwei Tage nach dem Anschlag auf das Bürogebäude in den Räumen der Zeitung Libération unter der Leitung des Chefredakteurs Gérard Biard. Am 12. Januar erschien auf der Website von Libération eine Vorabveröffentlichung der Titelseite. Am 13. Januar wurde die neue Ausgabe, die auch Beiträge der getöteten Zeichner und Journalisten enthielt, der Öffentlichkeit auf einer Pressekonferenz in Paris präsentiert. Das von Zeichner Luz entworfene Cover zeigt die Karikatur eines weinenden Mohammed, der ein Schild mit der Aufschrift „Je suis Charlie“ in den Händen hält. Die Überschrift lautet „Tout est pardonné“ („Alles ist vergeben.“). Abgesehen vom Titelbild wurde Mohammed im Magazin nicht mehr thematisiert. Die Karikaturen der ersten Ausgabe nach dem Anschlag beschäftigten sich u. a. mit Islamisten und den Attentätern, ohne dabei ihre Namen zu nennen. Zudem wurden auch Witze über Politiker und Jesus am Kreuz gemacht.
Als die neue Ausgabe am 14. Januar in Frankreich veröffentlicht wurde, war die Erstauslieferung von einer Million Exemplare innerhalb kürzester Zeit vergriffen. Daraufhin wurde die Auflage auf fünf Millionen erhöht. In Deutschland erschien die Ausgabe am 17. Januar; in der Deutschschweiz am Tag zuvor. Um die Nachfrage auch im Ausland decken zu können, wurde die Auflage auf sieben Millionen gesteigert.
Der niederländische Mitgründer und Charlie-Hebdo-Zeichner Bernard „Willem“ Holtrop äußerte sich kritisch über die vielseitigen Solidaritätsbekundungen mit der Zeitschrift; seiner Ansicht nach hätten viele der neuen „Freunde“ noch nie eine Ausgabe von Charlie Hebdo gesehen. Er kritisierte dabei vor allem die Instrumentalisierung des Anschlags auf die linke Zeitschrift durch rechte Kräfte.
In einigen islamischen Ländern kam es wegen der Mohammed-Zeichnung zu teils gewalttätigen Protesten. In der nigrischen Stadt Zinder wurde das französisch-nigrische Kulturzentrum CCFN de Zinder und in der Hauptstadt Niamey wenigstens sieben Kirchen in Brand gesetzt. Bei den Krawallen starben mindestens zehn Menschen, etwa 50 weitere wurden verletzt.
Am 1. Februar teilte die Redaktion auf ihrer Webseite mit, dass das Erscheinen der Satirezeitschrift für einige Wochen ausgesetzt werde, da die Mitarbeiter müde und erschöpft seien.
Nach den Anschlägen wurden die Sicherheitsmaßnahmen in Frankreich verstärkt; das Militär war noch Monate nach den Anschlägen an den wichtigsten Pariser Sehenswürdigkeiten präsent. 

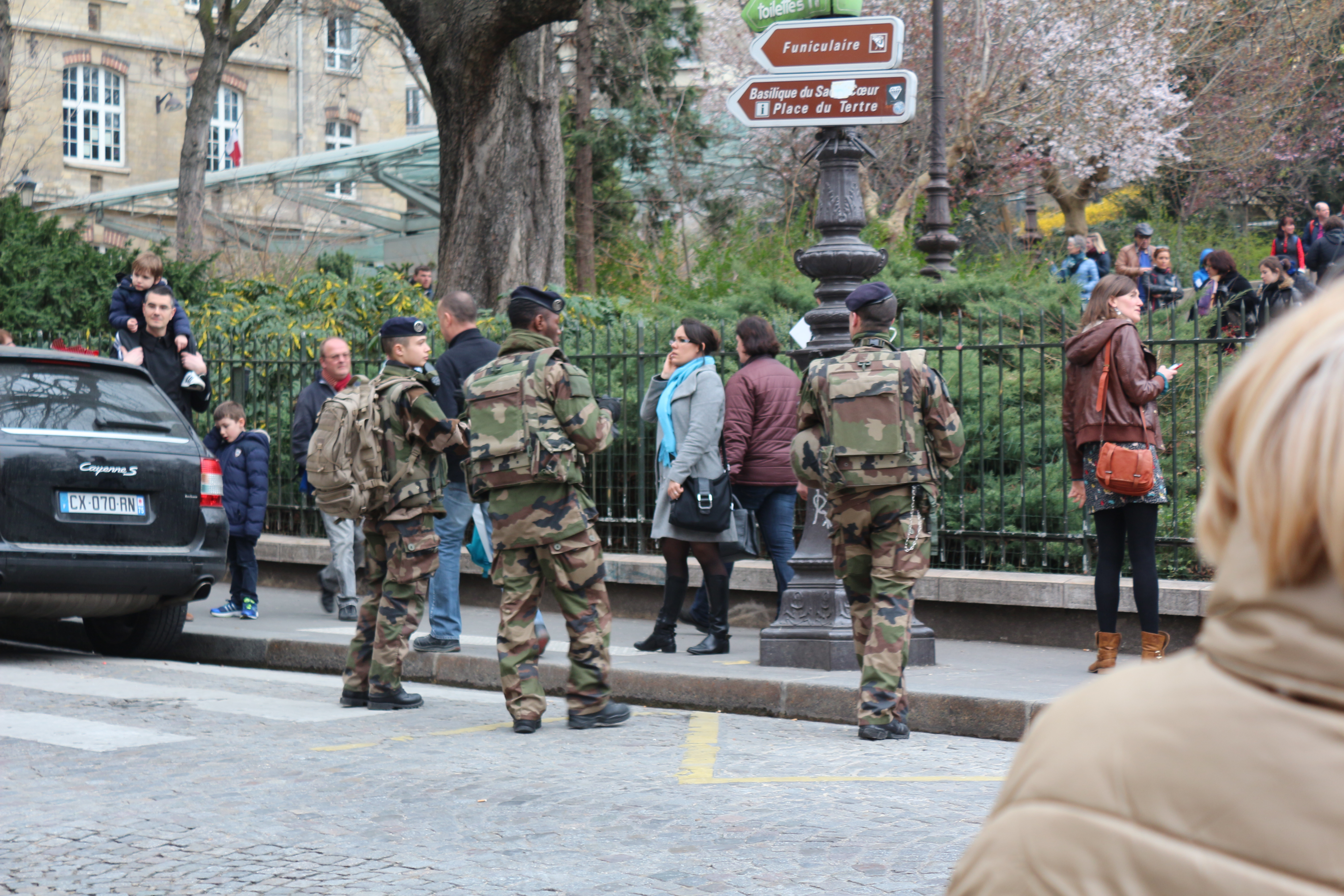
Drei Soldaten der Armée de terre patrouillieren am Vorplatz der Sacré-Cœur de Montmartre (März 2015).

### Ehrungen
Den drei getöteten Beamten Clarissa Jean-Philippe, Franck Brinsolaro und Ahmed Merabet wurde postum der Orden der Ehrenlegion, die höchste Auszeichnung Frankreichs, verliehen. Der malische Flüchtling Lassana Bathily, der mehrere Personen vor dem Attentäter im Kühlraum des Supermarkts versteckt hatte, wurde im Anschluss als Held gefeiert. 300.000 Menschen sprachen sich im Internet dafür aus, ihm die französische Staatsbürgerschaft zu verleihen, um die er sich zuvor schon bemüht hatte. Einige Tage später wurde sie ihm in einem beschleunigten Verfahren gewährt.
Die vier jüdischen Todesopfer aus dem Supermarkt wurden nach Israel überführt und auf dem Friedhof Har HaMenuchot im Jerusalemer Stadtteil Givat Shaul beerdigt. Die israelische Regierung hatte dies den Familien der Toten angeboten, obwohl sie keine israelischen Staatsbürger waren. An der Trauerzeremonie nahm neben Staatspräsident Reuven Rivlin, Ministerpräsident Benjamin Netanjahu und Oppositionsführer Jitzchak Herzog auch die Umweltministerin Ségolène Royal als Vertreterin Frankreichs teil.

## Prozess und Verurteilung der Helfer
Im September 2020 begann in Paris der Prozess gegen 14 Helfer der Attentäter. Er sollte ursprünglich bis Mitte November andauern, die Verurteilungen ergingen aber erst am 16. Dezember 2020. Der Hauptbeschuldigte im Prozess, Ali Riza Polat, wurde der Beihilfe zu Verbrechen mit Terrorhintergrund für schuldig befunden und zu einer Haftstrafe von 30 Jahren mit Sicherheitsverwahrung verurteilt, ebenso Coulibalys Lebensgefährtin Boumeddiene in Abwesenheit. Der vorsitzende Richter Régis de Jorna sah es als erwiesen an, dass Polat dem Attentäter Coulibaly in konkreter und detaillierter Weise entscheidend geholfen und ausreichend Kenntnis von dessen Absichten gehabt habe. Polat selbst hatte stets geleugnet, von den Anschlagsplänen gewusst zu haben. Der als religiöser Mentor Coulibalys geltende Mohamed Belhoucine wurde zu lebenslanger Haft verurteilt, dessen Bruder Mehdi freigesprochen, beide in Abwesenheit, von beiden wird vermutet, dass sie inzwischen in Syrien ums Leben kamen. Die übrigen Angeklagten wurden zu Haftstrafen zwischen vier und zwanzig Jahren Haft verurteilt.

## Sonstiges
Der französische Staatspräsident Emmanuel Macron betonte 2020 anlässlich des 150. Jahrestags der Gründung der Dritten Republik bei einer Rede im Panthéon mit Verweis auf diesen Prozess den Wert der Laizität („Freiheit zu glauben oder nicht zu glauben“). Es gelte, die Freiheit zum Spott und zur Karikatur zu verteidigen. Charlie Hebdo veröffentlichte anlässlich des Prozessbeginns die Mohammed-Karikaturen erneut. In der Türkei, in Ägypten, im Iran und in Pakistan demonstrierten dagegen tausende von Menschen. 40 Prozent der vom Meinungsforschungsinstitut IFOP in Frankreich befragten Muslime gaben an, dass sie ihre religiösen Überzeugungen über die Werte der Republik wie Meinungs- und Gewissensfreiheit stellen. Bei den Muslimen unter 25 Jahren waren es sogar 74 Prozent.
Der Charlie-Hebdo-Mitarbeiter Philippe Lançon, der den Anschlag schwer verletzt überlebte, veröffentlichte 2018 das Buch Le lambeau („Der Fetzen“).
Am 16. Oktober 2020 enthauptete ein 18-jähriger Islamist den Geschichtslehrer Samuel Paty, der einer Schulklasse in einer Diskussion über Meinungsfreiheit Mohammed-Karikaturen gezeigt hatte.
In Frankreich verübten Islamisten zahlreiche Anschläge; dabei starben über 250 Menschen. Die Terrorgefahr ist fast ständig im Bewusstsein vieler Menschen in Frankreich.